# Фекей (Долж)
Фекей (рум. Făcăi) — село у повіті Долж в Румунії. Адміністративно підпорядковане місту Крайова.
Село розташоване на відстані 182 км на захід від Бухареста, 5 км на південь від Крайови.

## Населення
За даними перепису населення 2002 року у селі проживали 1512 осіб.
Національний склад населення села:
| Національність | Кількість осіб | Відсоток |
| -------------- | -------------- | -------- |
| румуни         | 1133           | 74,9%    |
| цигани         | 377            | 24,9%    |

Рідною мовою назвали:
| Мова      | Кількість осіб | Відсоток |
| --------- | -------------- | -------- |
| румунська | 1135           | 75,1%    |
| циганська | 375            | 24,8%    |